# Mauro Cetto
Mauro Dario Jésus Cetto, né le 14 avril 1982 à Rosario en Argentine, est un footballeur argentin qui évolue au poste de défenseur central.

## Biographie

### En club
Mauro Cetto arrive en France en même temps que Mario Yepes au mois de janvier 2002, auréolé de son titre de champion du monde des moins de 20 ans avec l'Argentine avec entre autres Javier Saviola et Nicolas Burdisso. 
Il fait ses débuts en Ligue 1 lors de la victoire 3-0 du FC Nantes sur Lyon le 29 janvier 2002. Il joue tout d'abord sur le côté droit que ce soit en championnat ou en ligue des champions. Ensuite il  connaît quelques problèmes de santé (genoux, articulations fragiles). Puis il devient le patron de la défense des Canaris avec Loïc Guillon lors de la saison 2004-2005 après le départ de Mario Yepes au Paris SG. Il est alors titulaire indiscutable au sein de l'équipe nantaise dont il devient le capitaine.
En juillet 2007, il est prêté au club de Toulouse FC. Il contribue à la bonne saison du téfécé qui termine sur le podium de la Ligue 1. À la fin de la saison, le club lui fait signer un contrat de trois ans. Il sera même nommé capitaine lors de la saison 2009-2010.
Le 14 juin 2011, en fin de contrat, Cetto quitte le Toulouse FC pour rejoindre Palerme.
Le 26 janvier 2012, Mauro Cetto, en manque de temps de jeu à Palerme, est prêté jusqu'à la fin de la saison au Lille OSC pour pallier l'absence de longue durée du défenseur Marko Baša, blessé.
Fin janvier 2013, il retourne au pays en signant en faveur de San Lorenzo de Almagro. Champion d'Argentine fin 2013. Vainqueur de la Copa Libertadores en 2014 face au National/Paraguay (1-1 au match aller, vainqueur au match retour 1 0 à Buenos Aires en août 2014)... Dans la continuité de cette victoire historique, Mauro Cetto fera  partie de la délégation argentine qui sera reçu à Rome par le Pape François, socio du club de San Lorenzo depuis son enfance.
Le 13 septembre 2014 son ancien équipier au FC  Nantes le rejoint sous les couleurs de San Lorenzo.
En finale de la Coupe du monde des clubs à Marrakech il est défait 2 à 0 contre le Real de Madrid le 20 décembre 2014.
Au mercato de juin/juillet 2015, Mauro Cetto est proche d'un retour dans son club formateur de Rosario Central, mais il reste en définitive à San Lorenzo qui termine deuxième au classement derrière  Boca Juniors.. Fin 2015, il est en fin de contrat avec San Lorenzo.

### Style de jeu
Le joueur est reconnu pour ses qualités de défenseur central, incisif dans ses duels et un sens parfait du placement. Doté d'une mentalité exemplaire, il a aussi vocation à dynamiser le vestiaire. Il est très apprécié historiquement par ses équipiers et par ses entraineurs.

## Carrière
| Saison                | Club                     | Pays                     | Championnat | Championnat | Coupes nationales | Coupes nationales | Coupes continentales | Coupes continentales | Coupes continentales | Total de la saison | Total de la saison |
| Saison                | Club                     | Pays                     | Matchs      | Buts        | Matchs            | Buts              | Type                 | Matchs               | Buts                 | Matchs             | Buts               |
| --------------------- | ------------------------ | ------------------------ | ----------- | ----------- | ----------------- | ----------------- | -------------------- | -------------------- | -------------------- | ------------------ | ------------------ |
| 2000 - 2001           | CA Rosario Central       | Primera División         | 1           | 0           | -                 | -                 | -                    | -                    | -                    | 1                  | 0                  |
| 2001 - Jan. 2002      | CA Rosario Central       | Primera División         | 14          | 0           | -                 | -                 | -                    | -                    | -                    | 14                 | 0                  |
| Jan. 2002 - 2002      | FC Nantes                | Ligue 1                  | 5           | 0           | -                 | -                 | C1                   | 4                    | 0                    | 9                  | 0                  |
| 2002 - 2003           | FC Nantes                | Ligue 1                  | 19          | 0           | 3                 | 0                 | -                    | -                    | -                    | 22                 | 0                  |
| 2003 - 2004           | FC Nantes                | Ligue 1                  | 2           | 0           | -                 | -                 | CI                   | 3                    | 0                    | 5                  | 0                  |
| 2004 - 2005           | FC Nantes                | Ligue 1                  | 26          | 1           | 4                 | 1                 | -                    | -                    | -                    | 30                 | 2                  |
| 2005 - 2006           | FC Nantes                | Ligue 1                  | 29          | 1           | 7                 | 2                 | -                    | -                    | -                    | 36                 | 3                  |
| 2006 - 2007           | FC Nantes                | Ligue 1                  | 29          | 1           | 5                 | 0                 | -                    | -                    | -                    | 34                 | 1                  |
| 2007 - 2008           | Toulouse FC              | Ligue 1                  | 24          | 0           | 1                 | 0                 | C1 + C3              | 2 + 3                | 0                    | 30                 | 0                  |
| 2008 - 2009           | Toulouse FC              | Ligue 1                  | 34          | 3           | 3                 | 0                 | -                    | -                    | -                    | 37                 | 3                  |
| 2009 - 2010           | Toulouse FC              | Ligue 1                  | 16          | 0           | 4                 | 0                 | C3                   | 2                    | 0                    | 22                 | 0                  |
| 2010 - 2011           | Toulouse FC              | Ligue 1                  | 25          | 4           | -                 | -                 | -                    | -                    | -                    | 25                 | 4                  |
| 2011 - jan. 2012      | US Palerme               | Serie A                  | 7           | 0           | 1                 | 0                 | -                    | -                    | -                    | 8                  | 0                  |
| jan. 2012 - jui. 2012 | Lille OSC                | Ligue 1                  | 7           | 0           | 1                 | 0                 | -                    | -                    | -                    | 8                  | 0                  |
| 2012 - jan. 2013      | US Palerme               | Serie A                  | 3           | 0           | 2                 | 0                 | -                    | -                    | -                    | 5                  | 0                  |
| jan 2013 juin 2015    | San Lorenzo              | Primera División         | 4           | 1           | -                 | -                 | -                    | -                    | -                    | 29                 | 3                  |
| 2000 - Jan. 2002      | Total CA Rosario Central | Total CA Rosario Central | 15          | 0           | -                 | -                 | -                    | -                    | -                    | 15                 | 0                  |
| Jan. 2002 - 2007      | Total FC Nantes          | Total FC Nantes          | 110         | 3           | 19                | 3                 | C1 + CI              | 4 + 3                | 0                    | 136                | 6                  |
| 2007 - 2011           | Total Toulouse FC        | Total Toulouse FC        | 99          | 7           | 8                 | 0                 | C1 + C3              | 2 + 5                | 0                    | 114                | 7                  |
| 2011 - 2013           | Total US Palerme         | Total US Palerme         | 10          | 0           | 3                 | 0                 | -                    | -                    | -                    | 13                 | 0                  |
| jan. 2012 - jui. 2012 | Total Lille OSC          | Total Lille OSC          | 7           | 0           | 1                 | 0                 | -                    | -                    | -                    | 8                  | 0                  |
| jan 2013 juin 2015    | Total San Lorenzo        | Total San Lorenzo        | 29          | 3           | 0                 | 0                 | -                    | -                    | -                    | 4                  | 1                  |
| 2000 -                | Total carrière           | Total carrière           | 272         | 12          | 30                | 3                 | C1 + C3 + CI         | 6 + 5 + 3            | 0                    | 309                | 15                 |

Dernière mise à jour le 17 juillet 2015

## Palmarès

### En club
- 2004 : Finaliste de la Coupe de la Ligue avec le FC Nantes
- 2014 : Vainqueur de la Copa Libertadores avec San Lorenzo
- 2014 : Finaliste de la Coupe du monde des clubs 2014 avec le San Lorenzo contre le Real de Madrid

### En sélection
- 2001 : Champion du monde des moins de 20 ans avec l'Argentine